# Amberana dimidiata
Amberana dimidiata är en insektsart som först beskrevs av Victor Antoine Signoret 1860.  Amberana dimidiata ingår i släktet Amberana och familjen spottstritar.
Artens utbredningsområde är Madagaskar. Inga underarter finns listade i Catalogue of Life.